# Konservative Partei (Preußen)
Die Konservative Partei entwickelte sich 1848 in Preußen aus der relativ losen Zusammenarbeit konservativer Vereine, Gruppierungen und Abgeordneter. Zu ihnen gehörten unter anderem der Verein zur Wahrung der Interessen des Grundbesitzes, Friedrich Julius Stahl und die Brüder Leopold von Gerlach und Ludwig von Gerlach, die in der „Kreuzzeitung“ publizierten. Nach dieser wurde die Gruppierung ab 1851 auch „Kreuzzeitungspartei“ genannt.
Ihre Ziele waren die Verteidigung der Monarchie und die Bewahrung der Vorrechte des Adels. Wirtschaftsliberalismus und Demokratisierung lehnten sie ab. Für ihre Mitglieder spielte eine christliche Grundhaltung eine wichtige Rolle; allerdings schlossen sich die katholischen Mitglieder nach dessen Gründung dem Zentrum an.
Bismarck war ein aktiver Abgeordneter dieser Partei, doch hielt sie nach seiner Ernennung zum preußischen Ministerpräsidenten erst einige Distanz zu ihm, wurde aber im Laufe des Verfassungskonflikts eine wichtige Stütze für ihn. 1866 trennte sich die Freikonservative Partei (ab 1871 im Reichstag „Deutsche Reichspartei“ genannt) von den Konservativen, die danach Altkonservative genannt wurden. 1876 ging die Konservative Partei in der neu gegründeten Deutschkonservativen Partei auf.

## Vorgeschichte und Anfänge bis 1849

### Ursprünge in der Restaurationszeit
Die als konservativ bezeichneten politischen Strömungen entstanden als Antwort auf die französische Revolution und die Ideen von 1789 (z. B. durch Edmund Burke in seinem Werk: Reflections on the Revolution in France, Betrachtungen über die Revolutionen in Frankreich von 1790). Zuerst benutzte 1818 François-René de Chateaubriand dieses Wort. Doch schon vorher fanden sich konservative Gedanken, etwa in Preußen bei den meist adligen Gegnern der Stein-Hardenbergschen Reformen (wie z. B. von der Marwitz), aber auch bei Romantikern. Adam Heinrich Müller, der den organischen Staatsgedanken verkündete, und der Berner Patrizier Karl Ludwig von Haller, von dem das Wort Restauration stammt und der ein starres Schema des Patrimonialstaates vertrat, unterschieden sich sehr in ihren Ansichten. Für Preußen maßgeblich wurde Stahls Lehre von dem auf göttlichem Rechte beruhenden christlichen Staat, womit er starken Einfluss auf Friedrich Wilhelm IV. und seinen Kreis und auf die spätere konservative Partei in Preußen gewann, die erstmals im Revolutionsjahr 1848 hervortrat. In den Nationalversammlungen von Frankfurt und Berlin waren konservative Richtungen noch nicht vertreten. Sie organisierten sich erst nach den Wahlen dazu, vor allem aus Kreisen des großgrundbesitzenden Adels (von Bülow-Cummerow und Otto von Bismarck).
Nach dem Wiener Kongress machte auch in Preußen unter König Friedrich Wilhelm III. die Restaurationszeit Schluss mit Reformhoffnungen und königlichen Verfassungsversprechen. In Ostelbien stand dem erstarkten Gutsbesitzertum ein aus Kleinbauern und Tagelöhnern entstandenes Landproletariat gegenüber. Die altständisch Orientierten sahen das damalige Preußen als eine Föderation von Provinzen und wollten beileibe keinen Einheitsstaat. So wurden bis 1828 statt eines gesamtpreußischen „Reichstages“ nur Provinziallandtage eingeführt; lediglich mit Beratungs- und Petitionsrecht sowie kommunalen Verwaltungsbefugnissen. Ein 1817 eingeführter Preußischer Staatsrat, bestehend aus Prinzen, Ministern, Oberpräsidenten, Generälen und 34 vom König berufenen Männern, war nur die Spitze der Verwaltung. Mangels Verfassung war schließlich die preußische Beamtenschaft genötigt, „immer mehr zu sein als nur eine Verwaltung, nämlich der die Gesellschaft repräsentierende politisch richtungsweisende Staatsträger“.

### Vormärz
In der Reaktion auf die Pariser Julirevolution von 1830 und ihre Ausläufer in Staaten des Deutschen Bundes sowie Polens verbreitete sich im Königreich Preußen nicht nur verstärkt konservatives Gedankengut, sondern auch der neu aufgekommene Begriff „konservativ“. Das dreibändige Hauptwerk Friedrich Julius Stahls: Die Philosophie des Rechts, erschienen in den Jahren 1830, 1833 und 1837, wandte sich gegen alle revolutionären Bestrebungen, nicht nur die radikalsten von Sozialisten und Kommunisten, sondern auch die gemäßigten der bürgerlichen Demokraten, Republikaner und Liberalen. Selbst konstitutionelle Monarchien sollten nach seiner Meinung nur auf „organischem“ Wege und unter Wahrung des monarchischen Prinzips entstehen dürfen, was gegenüber altständisch-paternalistischem konservativen Denken, das jede geschriebene Verfassung ablehnte, immerhin schon einen Fortschritt bedeutete. Das Berliner Politische Wochenblatt, 1831 von Carl Ernst Jarcke herausgegeben, um einen christlich geprägten Ständestaat zu propagieren, der dem monarchischen Prinzip und den Ideen Joseph de Maistres und Karl Ludwig von Hallers entsprechen sollte, konnte trotz Unterstützung durch den Kronprinzen Friedrich Wilhelm und die Brüder Gerlach sowie weitere katholische und orthodox-lutherische Konservative kaum Einfluss entfalten und war 1841 eingegangen.

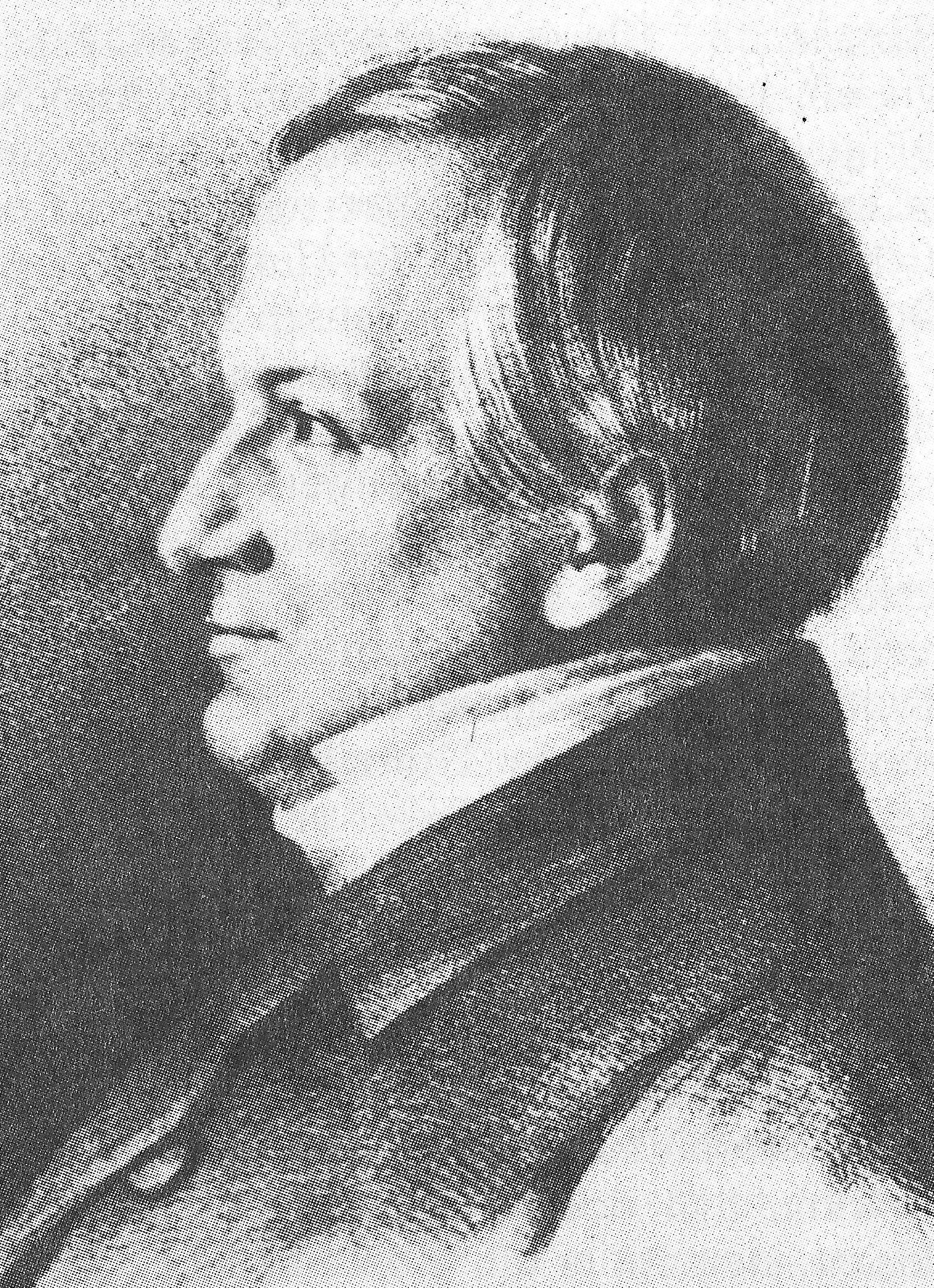
Ernst Ludwig von Gerlach
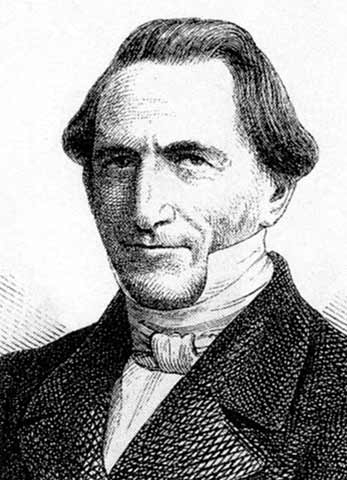
Friedrich Julius Stahl
Hans Hugo von Kleist-Retzow
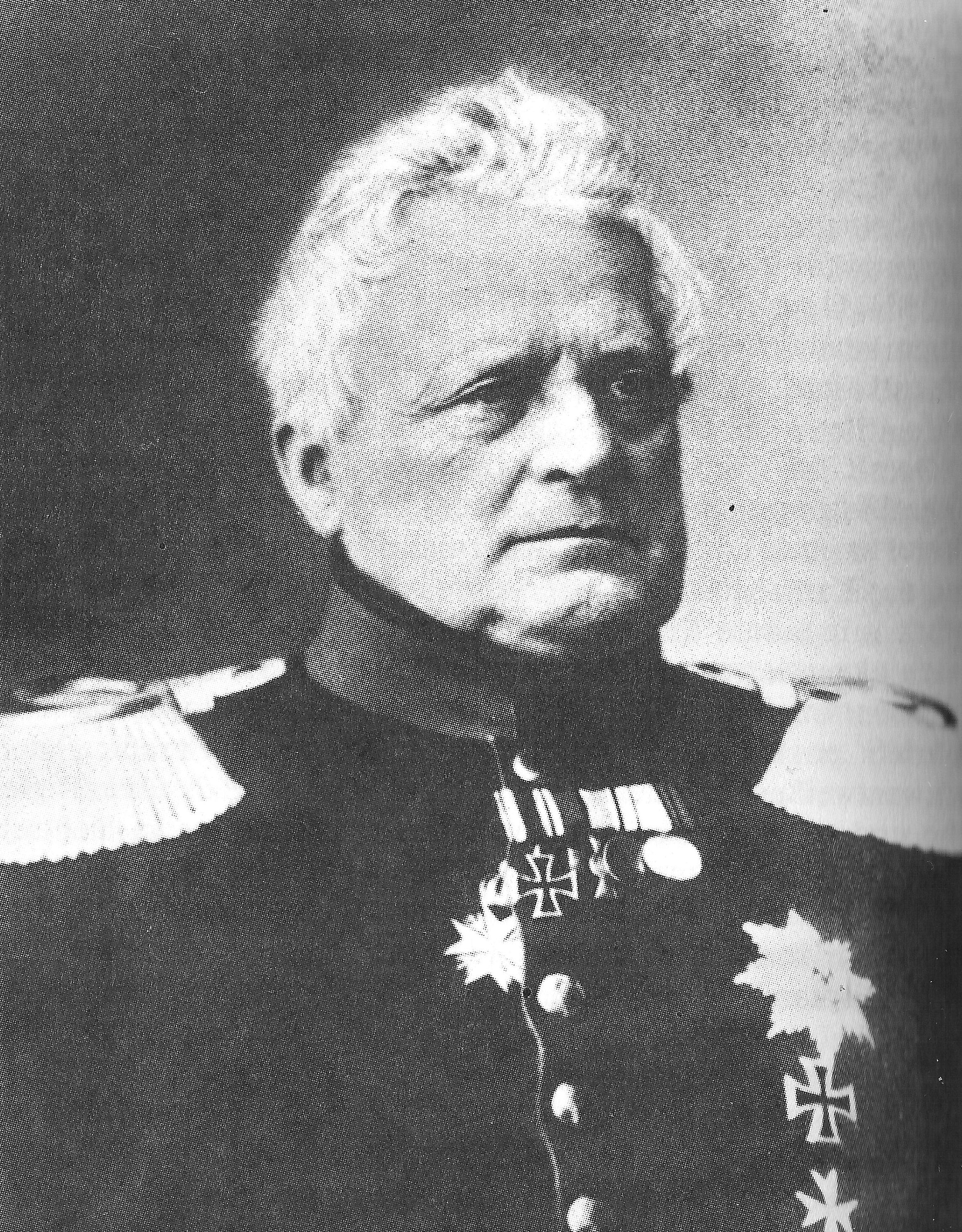
Leopold von Gerlach

### „Kreuzzeitung“ und erste Organisationen
Bis 1848 gab es in Preußen keine konservative Partei, nur einzelne Personen, die miteinander in losem Briefkontakt standen und keine einheitliche Auffassung vertraten. Victor Aimé Hubers 1845 gegründete Zeitschrift Janus stellte ihr Erscheinen im März 1848 ein; nur die von Ernst Wilhelm Hengstenberg herausgegebene Evangelische Kirchenzeitung erschien weiterhin. Hengstenberg selbst, der Juraprofessor Friedrich Julius Stahl und andere konservative Persönlichkeiten hatten im März 1848 Berlin fluchtartig verlassen. Die Auflösung der konservativen Bewegung in Preußen schien begonnen zu haben.
Aber Ernst Ludwig von Gerlach, der den Plan einer neuen konservativen Zeitung fasste, rief Hengstenberg bald zurück, und monarchisch orientierte Kreise begannen sich zu organisieren. In ideologischer Hinsicht dominierten in diesem Kreis anfangs altkonservative Positionen (die sich aber nach der Märzrevolution allmählich verlieren sollten). Huber, Otto von Gerlach, Stahl (seit 1840 Professor für Rechtsphilosophie, Staats- und Kirchenrecht in Berlin) und andere gründeten einen „Verein für christliche Ordnung und Freiheit“, der jedoch an den Differenzen zwischen Huber, der jeden „pseudomonarchisch-aristokratischen Constitutionalismus“ ablehnte, und Stahl zerbrach, der die Mitwirkung der Stände bei der Gesetzgebung für auf die Dauer notwendig hielt. Hingegen sammelten sich nun die Konservativen in Berlin um die Gebrüder Gerlach, Ernst Ludwig und Leopold von Gerlach, um eine Zeitung zu gründen, die Organ einer neuen Partei werden und konservative politische Forderungen formulieren sollte.
Nachdem Huber schon 1841 vergeblich den Aufbau einer konservativen Partei gefordert hatte, fand sich nun unter dem Eindruck einer Bedrohung des monarchistisch-aristokratischen Preußen ein Kreis um die Brüder Gerlach, Graf Voß-Buch, Freiherr Senfft von Pilsach und Graf von der Goltz sowie die Regierungsräte Bindewald und Schrede dazu bereit und gründete die Neue Preußische Zeitung, nach einer Vignette des „Eisernen Kreuzes“ im Kopf des Titelblattes auch kurz „Kreuzzeitung“ genannt. Sie erschien ab Anfang Juli 1848. Um sie scharte sich die konservative Gegenbewegung. Chefredakteur wurde Hermann Wagener, der ab November 1848 zusätzlich das Neue Preußische Wochenblatt gründete, um einen weiteren Personenkreis, auch außerhalb Berlins, zu erreichen.
Der am 24. Juli 1848 gegründete Verein zur Wahrung der Interessen des Grundbesitzes und zur Förderung des Wohlstands aller Klassen trat am 18. bis 20. August unter dem Vorsitz von Kleist-Retzows zusammen. Einige Hundert meist adlige Landbewohner beschlossen die Umbenennung in Verein zum Schutz des Eigentums. Ludwig von Gerlach forderte einen sozialen Konservatismus. Ein harter Kern blieb zusammen und tagte permanent, das so genannte „Junkerparlament“. Der „Verein für König und Vaterland“, dessen Vorstand Stahl, Moritz August von Bethmann-Hollweg, Karl Friedrich von Savigny, Otto von Bismarck und Hermann Wagener bildeten, spielte eine noch wichtigere Rolle bei der Sammlung der konservativen Kräfte. Vor allem aber übte die Kamarilla ganz unmittelbaren Einfluss auf den Monarchen und über ihn auf das Ministerium aus.
Auf Betreiben Ludwig von Gerlachs wurde am 2. November der General Graf Brandenburg zum Ministerpräsidenten ernannt, der am 15. November Truppen unter General Friedrich von Wrangel in Berlin einrücken ließ, der das Kriegsrecht über die Stadt verhängte. Am 5. Dezember wurde die preußische Nationalversammlung aufgelöst, und der König „oktroyierte“ eine Verfassung, die einen Kompromiss zwischen König, Kamarilla und Ministerium darstellte. Mit diesem gegenrevolutionären Staatsstreich war die Macht des Königs wieder gefestigt.

### Parteigründung
Inzwischen hatte auch die Konservative Partei sich formiert. Stahl hatte in der Kreuzzeitung unter anderem den programmatischen Artikel Das Banner der Conservativen, eine Kurzfassung seiner bereits 1845 erschienenen Schrift Das monarchische Princip, veröffentlicht und konzentrierte sich ab September auf die Organisation der Partei und danach des Wahlkampfes. Die Wahlen sollten im Januar und Februar 1849 stattfinden, zunächst „Urwahlen“, in denen Wahlmänner bestimmt wurden, die dann die Parlamentsmitglieder zu benennen hatten. Die „Erste Kammer“ wurde nach dem „Interimistischen Wahlgesetz“ von nur einem Zehntel der zur „Zweiten Kammer“ Wahlberechtigten gewählt; diese nach dem Dreiklassenwahlrecht, das ebenfalls die Reicheren begünstigte. Ein konservatives „Central-Wahl-Comité“ sollte ein einheitliches Vorgehen der zahlreichen konservativen Vereine herbeiführen und die Wahlen vorbereiten. Die Ablehnung der Revolution und die Anerkennung der oktroyierten Konstitution, aber auch deren Revision wurden in Flugschriften propagiert, die an die monarchische Gesinnung des Volkes appellierten. Auch in den Provinzen wurden konservative Presseorgane gegründet.
Wagener, Bethmann-Hollweg und Stahl, der auch an der Verfassung mitgewirkt hatte, arbeiteten im Wahlkampf eng zusammen. Die „Kreuzpartei“ gab die Ideologie für die Konservativen vor, wobei sich Stahl mit programmatischen Artikeln und seiner Schrift Die Revolution und die constitutionelle Monarchie zum Vordenker entwickelte, der die altständischen Kreise um die Gerlachs für die Akzeptanz der Verfassung gewann. Es waren nun geeignete Wahlmänner und Kandidaten für die Wahlen zu finden. Einflussreiche konservative Persönlichkeiten übten Druck (in Berlin galt noch der Ausnahmezustand) auf die Wählermassen (bei öffentlicher Stimmabgabe) aus, um konservativ zu wählen; auch vor Stimmenkauf schreckten die Konservativen nicht zurück. Dies alles und das Zensuswahlrecht sorgten für einen Sieg der Konservativen.
Um die im Wahlkampf gewonnene Einheit der Konservativen auch in den Kammern zu bewahren, gingen die führenden Persönlichkeiten bald daran, funktionsfähige Fraktionen zu bilden. Leopold von Gerlach hatte bereits am 7. Februar 1849 vor eine „Contre-Opposition“ zu bilden, das heißt vor allem gegen die demokratischen Kammerabgeordneten, in kompromissloser Prinzipientreue aber notfalls auch gegen die Regierung. Die Fraktionsbildung verzögerte sich jedoch, weil Meinungsverschiedenheiten bestanden. Stahl strebte eine möglichst geschlossene Rechte an und erreichte schließlich, dass ein Programm angenommen wurde, das die prinzipielle Anerkennung der oktroyierten Verfassung, das absolute Vetorecht des Königs und die Verbundenheit der konservativen Gruppierungen vorsah. Ferner arbeiteten die Konservativen die Geschäftsordnung aus und setzten sie mit ihrer Mehrheit durch. Darüber hinaus wurde Stahl beauftragt, einen „Entwurf für eine conservative Partei“ auszuarbeiten, der nach mehreren Überarbeitungen als Parteiprogramm angenommen wurde und sieben Punkte umfasste. Danach wollte die Konservative Partei „Sammlungspunkt“ für die Vielen sein, die „eingehend in die Neugestaltung unseres öffentlichen Zustandes dennoch zugleich die alten unwandelbaren Grundlagen in Glaube, Sitte und Einrichtungen für denselben bewahren wollen, … deren Politik zugleich die Politik der Erhaltung und des Fortschritts ist.“ Nicht nur die permanente Revolution sollte bekämpft, sondern auch reaktionäre Bestrebungen abgewehrt werden: „… gegen Willkühr des Volkes wie bisher gegen die Willkühr des Fürsten,“. „III. Wir wollen … den König … als die höchste Obrigkeit, als den Souverän“ Preußens. „IV. Wir wollen gegliederte Verhältnisse in allen Classen des Volkes“, wobei auch der arbeitenden „eine materiell und sittlich befriedigende Lebensexistenz werde, … jedoch in gerechter Abwägung aller Interessen, und unbeschadet … des Eigenthums, des Erbrechts, der freien persönlichen Erwerbstätigkeit. VI. Wir wollen die Einheit Deutschlands, … für die bisherigen Stammstaaten namentlich Preußen einen hinreichenden Bereich politischer Selbständigkeit, … VII. Wir wollen die gleiche politische Berechtigung für die Bekenner aller Religionen …; aber wir fordern für die christliche Kirche … den zugesicherten Schutz des Staates, …“
Mit seinem Programm gelang es Stahl zwar, die äußerste Rechte um Gerlach für die konstitutionelle Monarchie zu gewinnen, nicht aber die Einheit der gesamten Konservativen Partei, deren gemäßigte Mehrheit nicht bereit war, „die monarchischen Rechte bei der Revision der Verfassung ebenso klar festlegen zu wollen wie die Kompetenzen der Volksvertretung“.

## Die erste Spaltung und die Reaktionszeit (1849–1857)
Friedrich Wilhelm IV. hatte fünfzehn Revisionsforderungen zur Bedingung für die Annahme der revidierten Verfassung gemacht. Seine Propositionen waren den Liberalen zu konservativ; auf ihre Ablehnung hin drohte der König, den Eid auf die Verfassung zu verweigern. Erst als sein Übergewicht über die Kammern gesichert war, erklärte er sich dazu bereit.
Die Ablehnung der deutschen Kaiserkrone durch Friedrich Wilhelm IV. am 3. April 1849 war voll und ganz von der Kreuzzeitungspartei unterstützt worden, nicht jedoch von der Wochenblattpartei. Um in der Zweiten Kammer erforderliche unabhängige Abgeordnete bei der Wahl der Kammerpräsidien für sich zu gewinnen, distanzierte sich die Mehrheit der Konservativen von der äußersten Rechten um Kleist-Retzow und Bismarck bzw. Gerlach und Stahl (in der Ersten Kammer). Diese „Hochkonservativen“ betrieben nun die Revision der Verfassung. Als „kleine aber mächtige Partei“ erreichten sie in Zusammenarbeit mit der „Kamarilla“, nach Vertagung der Ersten Kammer und Auflösung und Neuwahl der Zweiten Kammer (die enttäuschten Demokraten boykottierten weitgehend die Wahlen), dass mit der Verfassung vom 31. Januar 1850 die Mitglieder der Ersten Kammer nur noch teilweise gewählt, hauptsächlich aber vom König berufen wurden und ab 1853 vom König allein. Mit dem Wahlgesetz vom 30. Mai 1849 wurde das Dreiklassenwahlrecht eingeführt: Die sechs Prozent der wahlberechtigten Bevölkerung mit dem größten Grundbesitz hatten ein Drittel aller Abgeordneten zu bestimmen, die 77 % der ärmsten Wahlberechtigten ebenfalls ein Drittel; und die restlichen siebzehn Prozent das übrige Drittel. 1855 wurden die Kammern umbenannt in Herrenhaus und Abgeordnetenhaus und dabei blieb es.
Die Kamarilla mit Leopold von Gerlach, Rauch, Massow, Keller, Stollberg und Niebuhr beriet den König als eine Art Geheimkabinett gegen das konstitutionelle Kabinett. Sie war Produkt der pietistischen Erweckungsbewegung der 1820er Jahre, von Hallers Legitimitätslehre beseelt. Innenminister von Westphalen und Kultusminister von Raumer standen ihr nahe; Ministerpräsident Otto Theodor von Manteuffel war eher gouvernemental orientiert. Bismarck zählte sich anfangs dazu, trennte sich aber von der starren Fixierung auf das Bestehende: den Vorrang Österreichs und den Pluralismus deutscher Einzelstaaten. Die Ultrakonservativen waren mit der Kamarilla gegen Absolutismus, für einen ständisch gegliederten, konservativen und monarchischen Rechtsstaat.
Während die eigentlich Liberalen, insbesondere die demokratisch Gesinnten, in der Reaktionszeit entweder in der Emigration wirkten oder sich ganz aus der Politik zurückgezogen hatten, nahmen deren Stelle im Parlament die Liberalkonservativen des linken Flügels des Konservatismus ein, die sich 1851 bei dem Konflikt über die Reaktivierung der Provinzialstände von den Hochkonservativen abgespalten hatten und nach ihrem Organ, dem „Preußischen Wochenblatt zur Besprechung politischer Tagesfragen“, auch „Wochenblattpartei“ genannt wurden. Während die Kreuzzeitungspartei oder „Fraktion Gerlach/Stahl“ vor allem die ostelbischen Junker und den protestantischen Pietismus repräsentierte, vertraten diese gemäßigten Konservativen Bürgertum und Industrie der westlichen Provinzen und das nationale (kleindeutsche) Lager. Zu ihren führenden Köpfen zählten Moritz August von Bethmann-Hollweg, Graf Robert von der Goltz, der Diplomat Pourtalès, Kriegsminister von Bonin und Karl Josias von Bunsen; nahe standen ihnen Kronprinz Wilhelm und seine Frau.
Joseph von Radowitz unternahm einen Versuch, nach dem Scheitern der Frankfurter Nationalversammlung mithilfe der Erfurter Union doch noch eine kleindeutsche Lösung der nationalen Frage herbeizuführen: Ausgehend vom Dreikönigsbündnis Preußens mit Sachsen und Hannover sollten sich die deutschen Klein- und Mittelstaaten unter Führung Preußens zu einem Bundesstaat zusammenschließen, der dann gemeinsam mit Österreich einen weiteren Bund bilden sollte. In Erfurt versammelten sich vom 20. März bis 29. April 1850 Parlamentarier zum Erfurter Unionsparlament, um in zwei Kammern, dem Volkshaus sowie dem Staatenhaus, darüber zu beraten. Die Liberalen und das Zentrum befürworteten das Projekt und hatten die Mehrheit; die Konservativen um Gerlach (im Volkshaus) bzw. Kleist-Retzow (im Staatenhaus) waren dagegen, und die Regierungen verhielten sich skeptisch und abwartend. Schließlich erreichte Österreich mit Unterstützung des Zaren, dass Preußen die Union endgültig aufgeben musste (Olmützer Punktation). Dies begrüßten die Hochkonservativen, weil das „wichtige Hand in Hand mit Österreich im Einverständnis mit Russland“ wieder hergestellt war. Sie hatten noch bis zum Krimkrieg maßgeblichen Einfluss auf die preußische Außenpolitik.
Für die Liberalkonservativen war der Anschluss an die Westmächte gegen Russland eine weltanschauliche Forderung. Ministerpräsident Manteuffel, bestrebt von der „kleinen aber mächtigen Partei“ loszukommen, schloss sich an. Albert von Pourtalès und Christian Karl Josias von Bunsen setzten den König unter Druck. Dabei war die Kreuzzeitungspartei keineswegs einseitig russophil, sondern lehnte ein Bündnis mit dem Zaren ab. Dem König blieb schließlich nichts anderes übrig, als sich aus diesem von ihm als „scheußlich“ empfundenen Krieg heraus- und das Friedensversprechen seiner Antrittsrede einzuhalten. Stahl begründete in seiner Kammerrede vom 25. April 1854 diese von ihm mit herbeigeführte Entscheidung ausführlich und zog das „Fazit einer Politik nach höherem Prinzip“.
Nach Schlaganfällen Friedrich Wilhelms IV. übernahm 1858 sein Bruder Wilhelm die Regentschaft; Manteuffel wurde durch Fürst Karl Anton von Hohenzollern-Sigmaringen abgelöst. 1861 starben nach dem König auch Leopold von Gerlach, Stahl und Friedrich Carl von Savigny – die prinzipiell Erzkonservativen. Noch im selben Jahr begannen sich die Konservativen von neuem zu sammeln und gaben sich im Preußischen Volksverein eine Organisation, die bis 1872 bestand.

## Die Ära Bismarck und die zweite Spaltung
Unter König Wilhelm I. begann die „Neue Ära“, ein gemäßigt liberales Intermezzo, dem im Herbst 1862 mit Otto von Bismarck ein pragmatischer Konservativer ein Ende setzte.
Nach dem Wahlsieg der liberalen Deutschen Fortschrittspartei im Dezember 1861 wurde im März 1862 zunächst Prinz Adolf zu Hohenlohe-Ingelfingen Ministerpräsident. Albrecht von Roon, seit 1859 Kriegsminister, drängte auf eine Heeresreform; er wollte die Stärke des Preußischen Heeres um ein Drittel vermehren. Die liberale Kammermehrheit verweigerte die Mehrausgaben dafür. Bismarck gewann das Vertrauen des Königs für seine unnachgiebige Politik und wurde berufen. Er wollte auf Biegen und Brechen die monarchische Prärogative gegen das parlamentarische System durchsetzen und ließ es auf einen Verfassungskonflikt ankommen: Nach seiner „Blut- und Eisenrede“ vom 30. September: „Nicht durch Reden und Majoritätsbeschlüsse werden die großen Fragen der Zeit entschieden …, sondern durch Eisen und Blut“ wurde am 13. Oktober die Session des Abgeordnetenhauses geschlossen. Nach der „Lückentheorie“ sollte bei Uneinigkeit der obersten Verfassungsorgane der Monarch das Sagen haben.
Erst vier Jahre später, nach den Siegen über Dänemark 1864 sowie Österreich und die süddeutschen Staaten 1866 und einem Sieg der Konservativen bei den Wahlen zum Abgeordnetenhaus, bemühte sich Bismarck 1867 um Aussöhnung. Mit der Indemnitätsvorlage wollte er Entlastung für die verfassungswidrige Regierungsführung und nachträgliche Genehmigung für die budgetlose Zeit. Die Nationalliberale Partei stellte „den Machtstandpunkt über alle verfassungsrechtlichen Bedenken“. Den an Rechtsideen orientierten Konservativen missfiel dies; Ludwig von Gerlach warf am 18. September 1864 Bismarck deshalb „Ländergier“ und Heuchelei vor. 1866 trat er (immerhin Mitbegründer) sogar aus der Partei aus, Finanzminister Carl von Bodelschwingh legte sein Amt nieder, auch die ehemaligen Minister Manteuffel und Westphalen und andere waren empört über den „Rechtsbruch“ und den „sündhaften Bruderkrieg“. Aber die Mehrheit der Konservativen bejubelte wie Hermann Wagener den Erfolg Bismarcks und gründete 1866 die Freikonservative Partei Preußens, die sich dann im Reichstag „Deutsche Reichspartei“ nannte und von Industrie und Hochadel getragen war. Die strengeren so genannten „Altkonservativen“ gründeten 1876 die Deutschkonservative Partei, die nun erst mit ihrem Gründungsprogramm die Reichsgründung akzeptierte, die Interessen des ostelbischen Grundbesitzes vertrat und aufgrund des Wahlrechts im Preußischen Landtag dominierte. Soziale Aspekte hatten für Stahl und Huber sowie Wagener zwar eine Rolle gespielt, doch nicht für die Konservativen insgesamt. Nach der Reichstagswahl von 1878 trat die Christlich-Soziale Partei des Hofpredigers Adolf Stoecker der Deutschkonservativen Partei bei und brachte eine antisemitische Tendenz mit.
Für den Reichstag des Norddeutschen Bundes 1867 wie auch für den des Deutschen Reiches ab 1871 wurde das allgemeine, gleiche und direkte Wahlrecht eingeführt, das die Konservativen im Gegensatz zum weiterhin in Preußen geltenden Dreiklassenwahlrecht nicht mehr begünstigte. Beide konservative Parteien waren bis 1918 im Reichstag (mit zusammen nur 20 Prozent) und im Preußischen Landtag vertreten, den sie dominierten. Sie waren immer mehr zur Interessenvertretung geworden: Hinter der Konservativen Partei stand seit 1893 der Bund der Landwirte, hinter der Freikonservativen Partei die Schwerindustrie (von Stumm).
Führende Mitglieder und ein Großteil der Deutschkonservativen Partei bildeten nach 1918 zusammen mit anderen konservativen Parteien und dem rechten Flügel der Nationalliberalen die Deutschnationale Volkspartei (DNVP), während die Deutsche Reichspartei sich ebenfalls mit Rechten der Nationalliberalen zur Deutschen Volkspartei (DVP) vereinigte.